# Agrostis fouilladei
Agrostis fouilladei är en gräsart som beskrevs av Paul Victor Fournier. Agrostis fouilladei ingår i släktet ven, och familjen gräs. Inga underarter finns listade i Catalogue of Life.